# Lee Cattermole
Lee Barry Cattermole (* 21. März 1988 in Stockton-on-Tees) ist ein englischer Fußballspieler.

## Karriere
Lee Cattermole wurde in der englischen Industriestadt Stockton-on-Tees geboren und spielt seit seinem siebten Lebensjahr beim FC Middlesbrough. Dort durchlief er alle Jugendmannschaften, ehe er am 15. Dezember 2005 im Alter von 17 Jahren für die erste Mannschaft debütierte. Im UEFA-Pokalspiel gegen Litex Lowetsch wurde Cattermole in der 83. Minute für Jimmy Floyd Hasselbaink eingewechselt.
Sein Debüt in der Premier League gab Cattermole am 2. Januar 2006 im Derby gegen Newcastle United. Mit einer überragenden Leistung wurde er anschließend zum "Man of the match" bestimmt. Bis zum Saisonende bestritt Cattermole regelmäßig Spiele für seine Mannschaft. Im UEFA-Pokal-Finale gegen FC Sevilla wurde er nach 85 Minuten beim Stand von 0:3 eingewechselt. Am 2. April 2006 erzielte er mit dem 1:0-Siegtreffer gegen Manchester City sein erstes Tor für Middlesbrough. Im Spiel gegen den FC Fulham am 7. Mai 2006 war Cattermole erstmals Kapitän, womit er zum jüngsten Kapitän des FC Middlesbrough aller Zeiten wurde. 
In der Spielzeit 2006/2007 schaffte Cattermole endgültig den Durchbruch und wurde Stammspieler. Er absolvierte 31 Spiele für seine Mannschaft und erzielte dabei zwei Tore. Im Oktober wurde er für Spiele gegen Deutschland und Niederlande erstmals in den Kader der englischen U21-Nationalmannschaft berufen, spielte aber nicht. 
Mittlerweile hat sich "Super Lee" etabliert und zählt zu den Publikumslieblingen der Fans. Am 20. Oktober 2006 unterzeichnete Cattermole einen Vier-Jahres-Vertrag beim FC Middlesbrough und band sich damit langfristig an den Verein, bei dem er seit seiner Jugend aktiv ist. Dennoch verließ Cattermole den FC Middlesbrough am 29. Juli 2008 vorzeitig und unterschrieb für eine Ablösesumme von 2,5 Millionen Pfund einen neuen Kontrakt bei Wigan Athletic über eine Laufzeit von drei Jahren.
Bei Wigan zeigte er eine gute Leistung während seiner ersten Saison. Daraufhin wurden viele andere Vereine auf ihn aufmerksam. Im August 2009 wechselte Cattermole für 7 Millionen Euro zum AFC Sunderland. Nach über 10 Jahren  und zwei Abstiegen in die drittklassige Football League One mit Sunderland, wechselte er im August 2019 zum niederländischen Erstligisten VVV Venlo.

## Sonstiges
Lee Cattermole ist der Cousin des englischen Musikers Paul Cattermole, bekannt von der Pop-Gruppe S Club 7.